# السماح بالموت الطبيعي
السماح بالموت الطبيعي (AND) هو مصطلح طبي يحدد استخدام تدابير إطالة العمر مثل الإنعاش القلبي الرئوي (CPR). تؤكد هذه الأوامر على راحة المريض وإدارة الألم بدلاً من تمديد الحياة. تستخدم المجتمعات الطبية الأمريكية حاليًا أوامر «لا تنعش» (DNR) لتحديد رغبات المرضى الطبية. أولئك الذين يقترحون استبدال «لا تنعش» (DNR) بـ السماح بالموت الطبيعي (AND) يفترضون أن أوامر DNR غامضة وتتطلب فهمًا معقدًا بين عدة أطراف، بينما تكون أوامر AND أكثر وضوحًا. 
تتراوح أوامر DNR فقط بين حظر استخدام الإنعاش وحظر أي إجراء ينظر إليه على أنه يمتد مدى الحياة. نظرًا لوجود العديد من الأطراف المعنية في رعاية المريض مدى الحياة - وآخرين مهمين مثل أفراد الأسرة والأطباء التشخيصيين والمتخصصين والممرضين - أوامر DNR ليست واضحة تمامًا دائمًا، مما يترك الانتهاك المحتمل لرغبات المريض مفتوحًا. 
قد تؤدي أوامر DNR إلى تضارب ومعاناة غير ضرورية ورعاية غير مناسبة في نهاية العمر [EOL]. أولئك الذين يقترحون استبدال أوامر DNR بأوامر AND يفرضون أن AND أقل غموضًا، إصدار تعليمات واضحة للعاملين الطبيين بعدم استخدام أي تدابير اصطناعية تدوم مدى الحياة. سيكون هذا مفيدًا بشكل خاص فيما يتعلق بالرعاية الطارئة، عندما يتعين على العاملين الطبيين الذين ليسوا على دراية بالمريض تقرير الممارسات الطبية التي يجب استخدامها. علاوة على ذلك، يدعي أنصار AND أنه يحتوي على «الموت» في العنوان، يكون أكثر وضوحًا للمريض والعائلة وتمامًا ما يوافق عليه المريض.
يزعم منتقدو AND أنه مجرد استبدال مصطلح غامض بمصطلح آخر. تمامًا كما تختلف تفاصيل DNR أيضًا، تختلف أيضًا تفاصيل AND. وبالتالي، فإن التغيير سيكون غير فعال.